# Mosteiro de Santo André de Rendufe
O Mosteiro de Santo André de Rendufe localiza-se na freguesia de Rendufe, município de Amares, distrito de Braga, em Portugal.
Encontra-se classificado como Imóvel de Interesse Público desde 1943.

## História
Embora se desconheça a data precisa de edificação deste antigo mosteiro da Ordem de São Bento, sabe-se que em 1090 o Abade do Mosteiro chamava-se D. Sesnado (ou Senaudo) e que a sua primitiva igreja já existia em 1151. Considerado uma das principais casas dos monges beneditinos no país, foi seu fundador Egas Gomes Pais de Penegate, membro da nobreza e tenente das terras de Regalados, Penela, Bouro e Rendufe de 1071 até 1112 entre os rios Neiva e  Cávado.
De 1401 até 1414, o Abade do Mosteiro foi Mestre André Dias, Mestre em Teologia, Canonista, professor universitário e depois Bispo de  Ciudad Rodrigo, de Ajácio e de Mégara na Grécia.
Ao longo dos séculos o mosteiro foi ampliado, mas as principais obras datam do século XVIII, como a construção da nova igreja (1716-1719) e dependências conventuais, com destaque para a Capela do Santíssimo Sacramento. Houve, nessa época no mosteiro de Rendufe, um prestigiado Colégio de Filosofia que formou, entre outros, o Cardeal Saraiva.
Com a extinção das ordens religiosas masculinas (1834) a igreja passou a paroquial. A cerca e demais instalações foram vendidas e posteriormente perdidas em 1877, num incêndio que consumiu grande parte do antigo mosteiro.
Em 30 de abril de 1960 dá-se a derrocada da abóbada e telhado da igreja, provocando grandes danos na decoração interior.
Em nossos dias sofreu intervenção de conservação e restauro pelo IPPAR, no sentido de preservar as ruínas do claustro e de um chafariz do antigo convento. Não foi possível uma intervenção global no conjunto, uma vez que os edifícios estão na posse de diversos proprietários.

## Programa Revive
Em 2016 o mosteiro integrou o programa ‘Revive’, projeto do Estado português que prevê a abertura do património ao investimento privado para o desenvolvimento de projetos turísticos.
A área a afetar a uso turístico é a totalidade do imóvel, com exceção da igreja.
O modelo jurídico é o de direito de superfície.
Em agosto de 2021 foi concessionado por 50 anos e previa a reabilitação do conjunto edificado e a sua transformação num hotel com cerca de 50 quartos. Em 2024, a empresa vencedora da concessão e exploração solicitou a revogação do contrato.

## Características
A atual igreja apresenta fachada simétrica, com duas torres sineiras. Em seu interior destaca-se um notável conjunto de talha dourada do estilo rococó, considerado uma das mais importantes do norte do país.

## Espólio documental
O espólio documental foi inventariado, em 1966, por José Matoso.
Em 1985 foi publicado, pelo Arquivo Distrital de Braga, onde a documentação se encontra, o Inventário do Fundo Monástico Conventual.

## Galeria

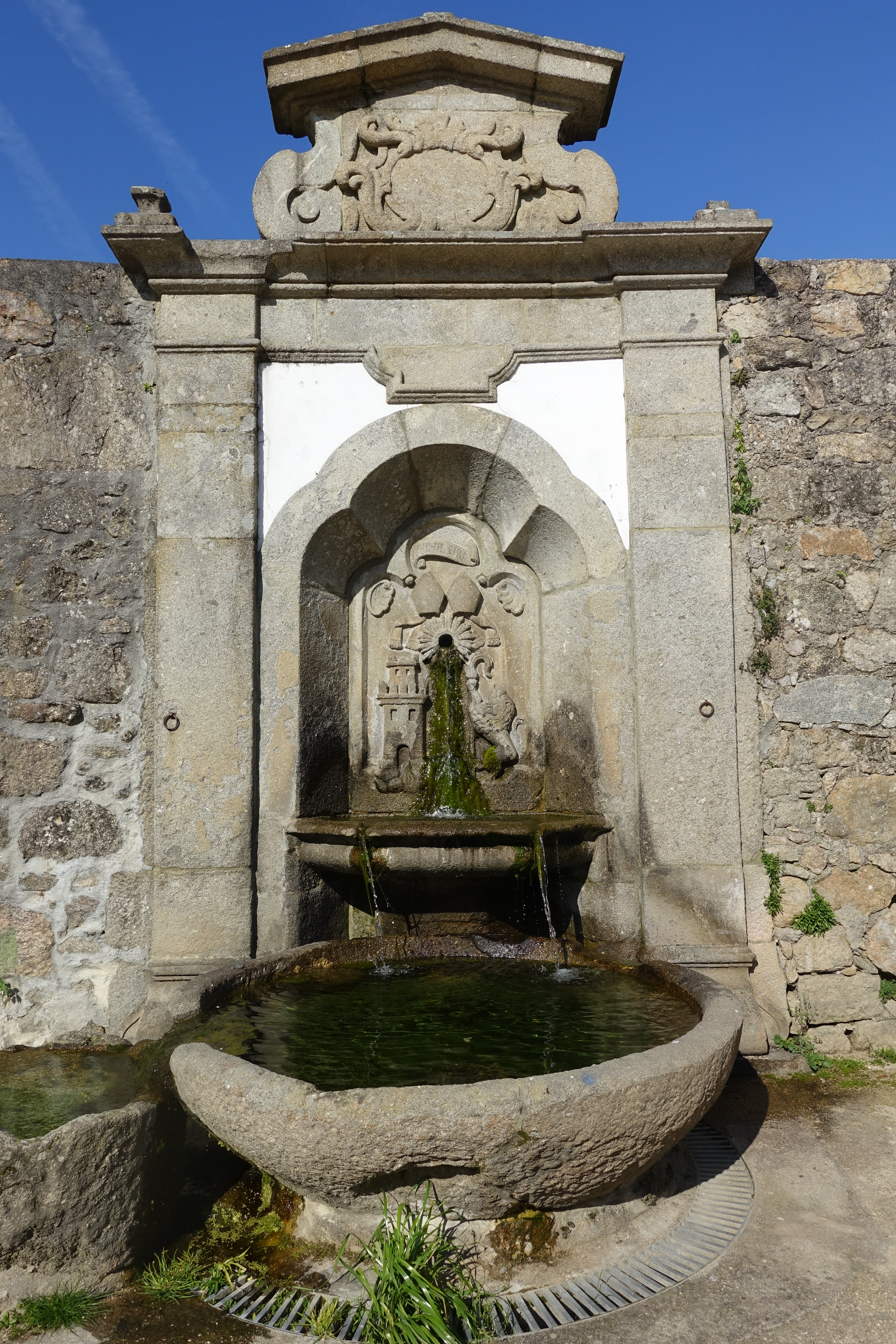
Fonte
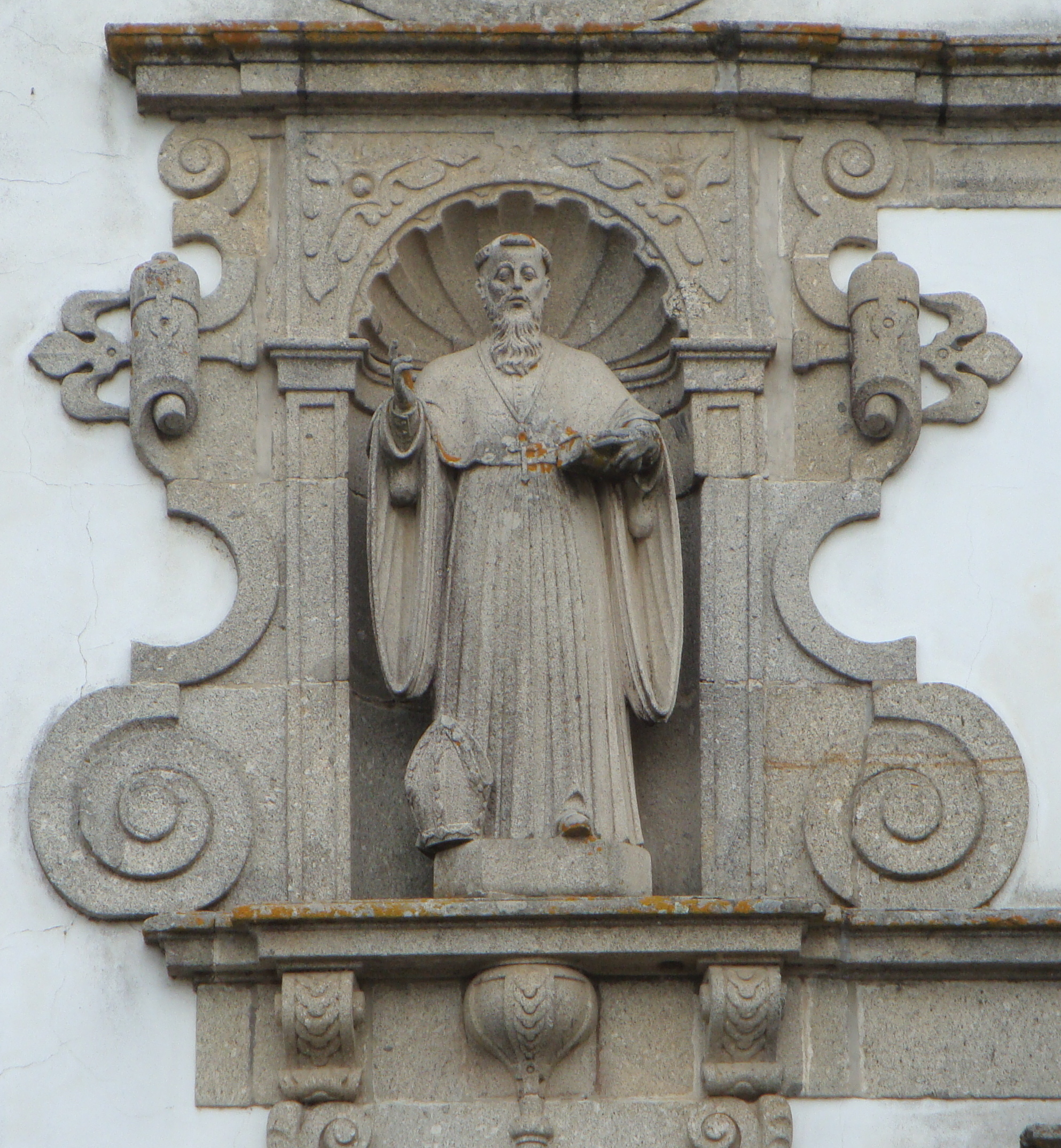
Imagem na porta principal
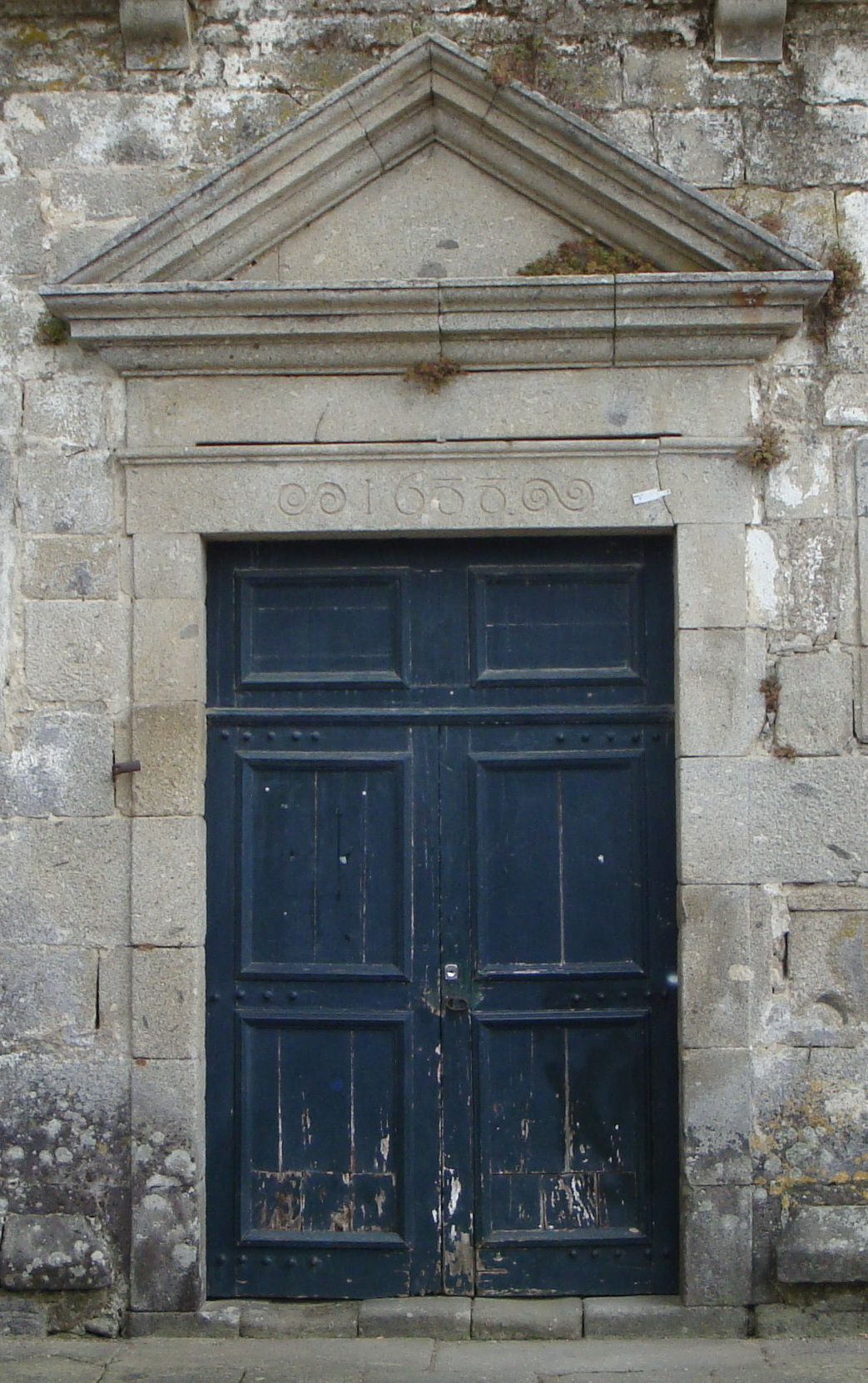
Porta lateral
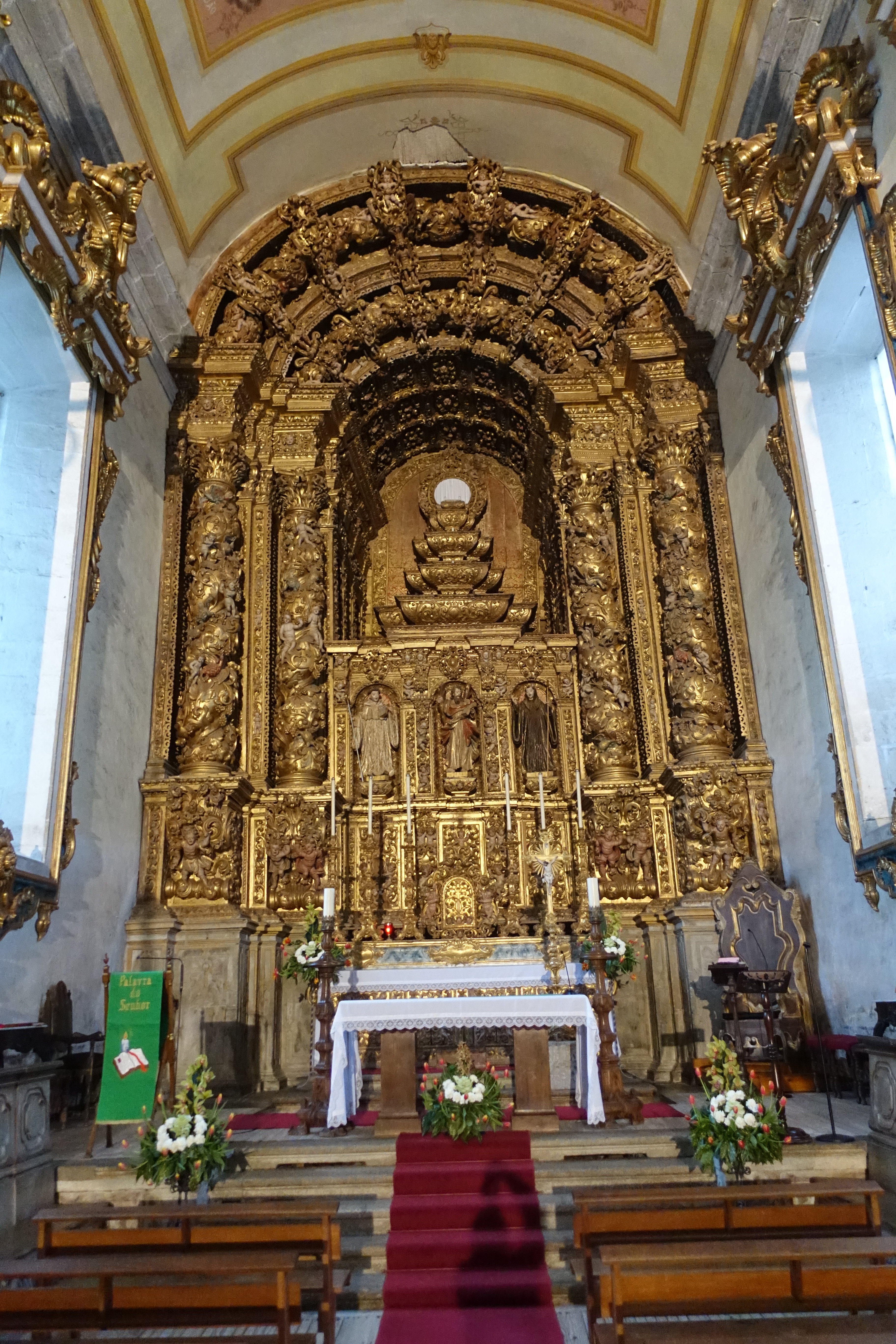
Interior da Igreja
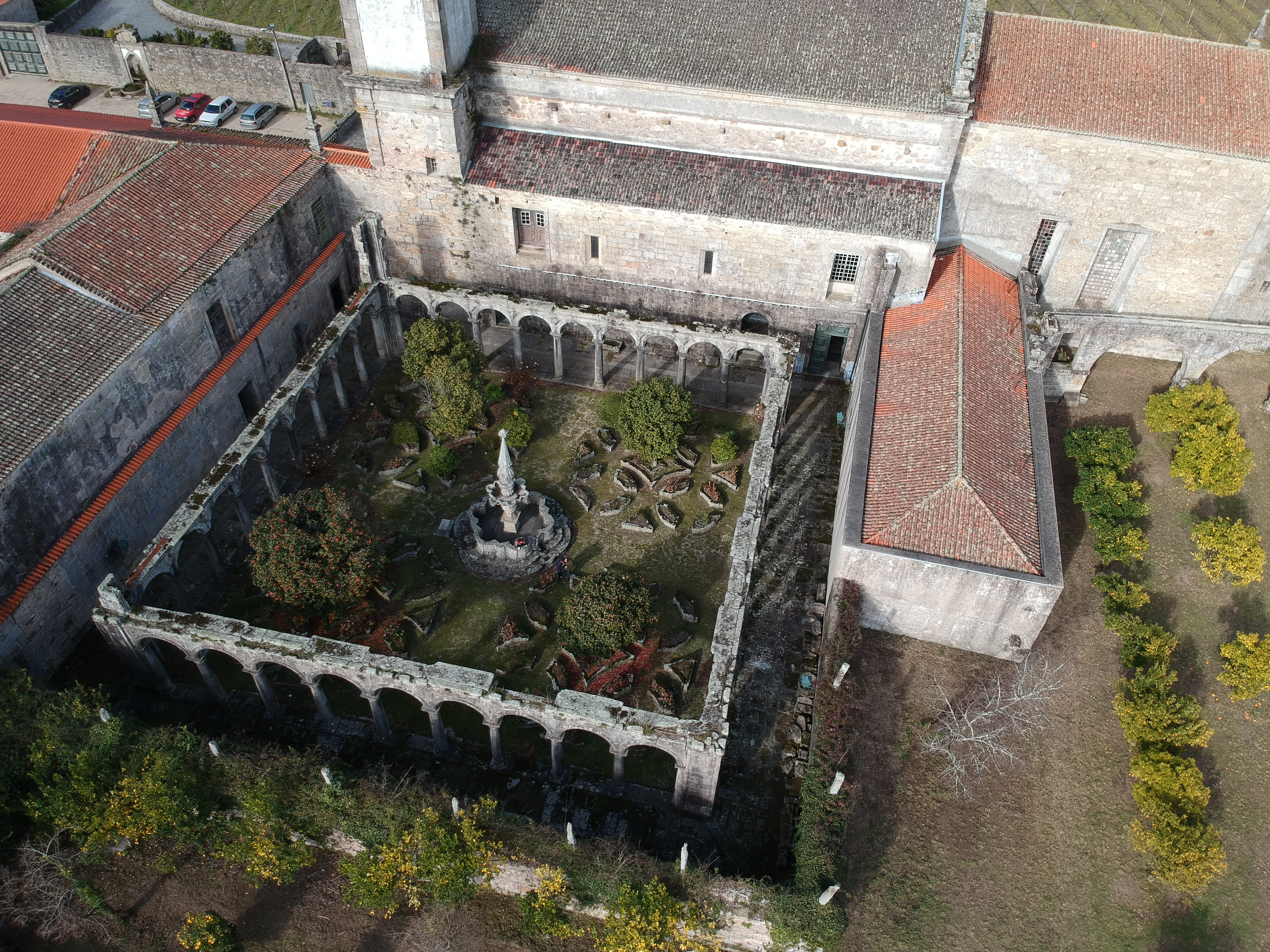
Claustro
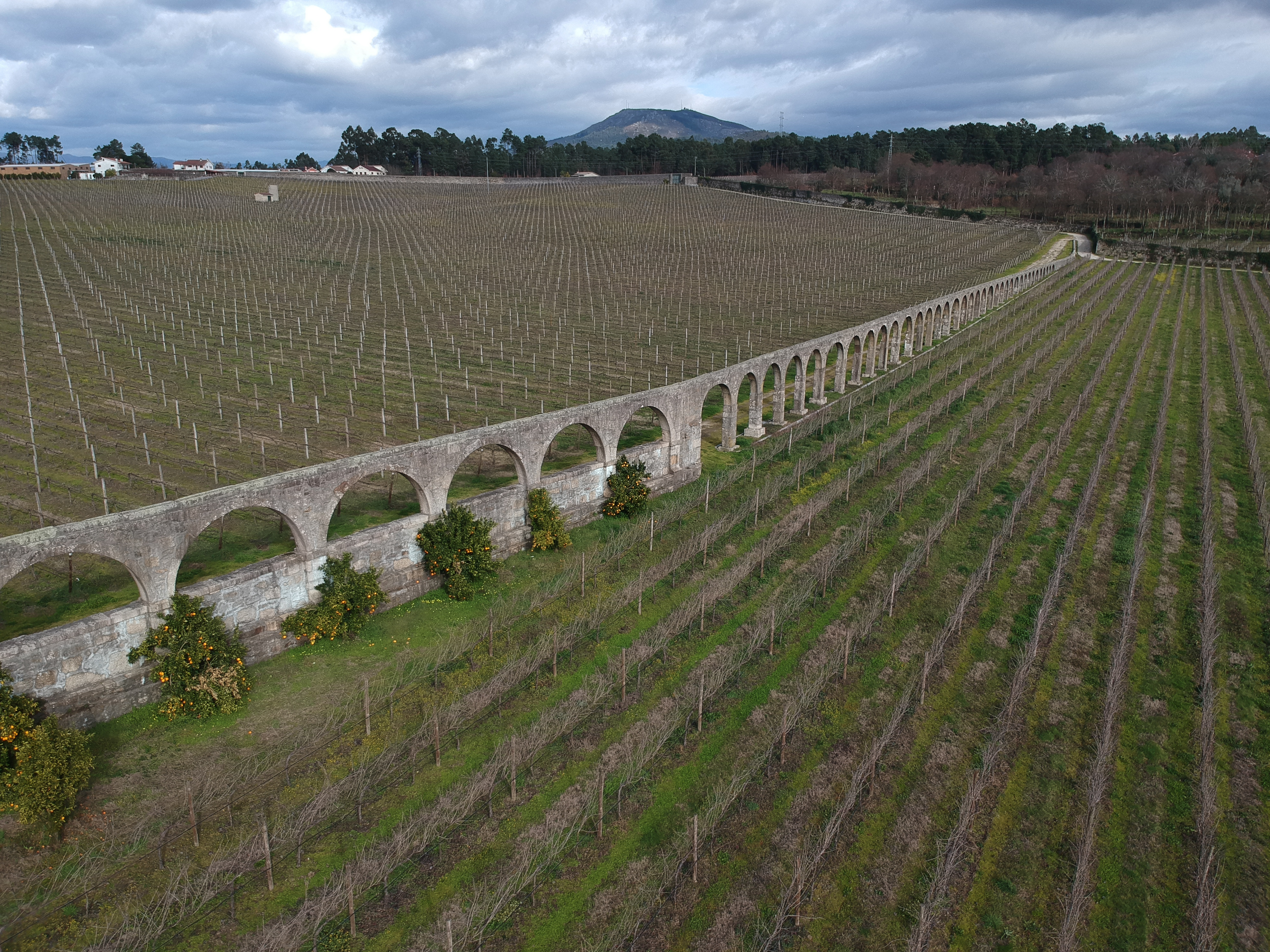
Aqueduto